# مارش وليامز
مارش وليامز (بالإنجليزية: Marsh Williams)‏ هو لاعب كرة قاعدة أمريكي، ولد في 21 فبراير 1893 في فيسون في الولايات المتحدة، وتوفي في 22 فبراير 1935 في توسان في الولايات المتحدة.

## وصلات خارجية
- مارش وليامز على موقعبيزبول رفرنس.كوم (الدوري الرئيسي) (الإنجليزية)